# Пугач пустельний
Пугач пустельний (Bubo ascalaphus) — вид птахів з роду пугач (Bubo) родини совових. Поширені у Алжирі, Чаді, Єгипті, Еритреї, Іраку, Ізраелі, Йорданії, Кувейті, Лівії, Малі, Мавританії, Марокко, Ніґер, Оман, Катар, Саудівська Аравія, Сенегал, Судан, Туніс, Об'єднані Арабські Емірати і Західна Сахара.
Довжина тіла становить 46-50 см, у середньому 48 см, довжина крила 37 см, вага 1900—2300 г.
Населяє каменисті пустелі і напівпустелі, влаштовує гніздо в дуплах дерев, щілинах скель, займає пустуючі гнізда інших птахів.
Найбільша активність припадає на присмерки і ніч. Самка відкладає 2-4 яйця білого кольору в період з лютого по березень. Інкубація триває 36 діб. Молоді залишають гніздо у віці 7 тижнів, оперення формується до 10 тижня. Повністю самостійними вони стають у віці 26 тижнів.
Живляться дрібними ссавцями і птахами, а також скорпіонами і плазунами.

## Галерея

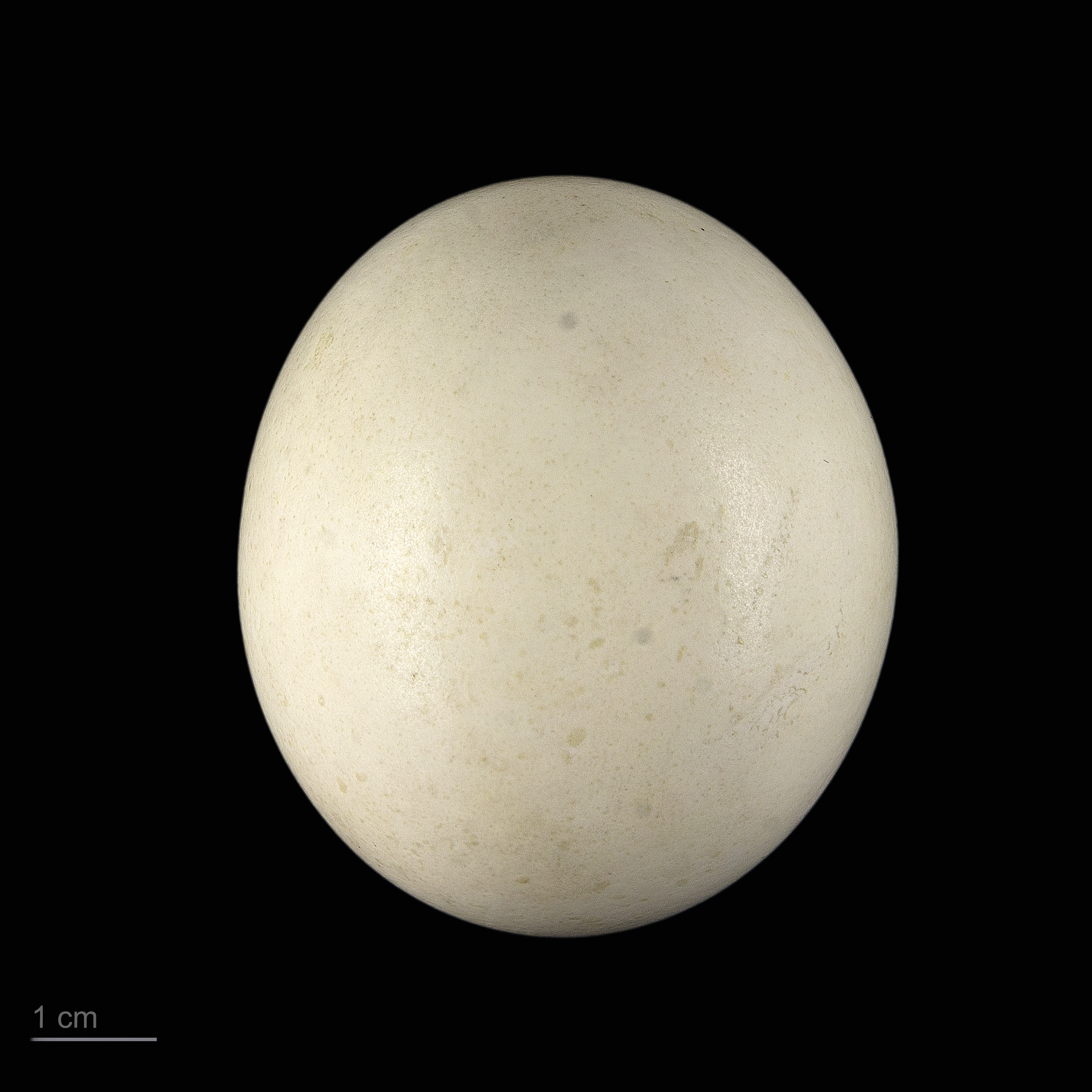
Яйця Bubo ascalaphus в оологічній колекції, Тулузький музей